# مينيوت او إس
مينيوت او إس (بالإنجليزية: MenuetOS)‏ هو نظام تشغيل نواة متجانسة استباقي، يعمل بنظام نواة الوقت الحقيقي. متعدد المعالجات مكتوب من الصفر بلغة التجميع. وسبب اعتماد نظام مينيوت على لغة التجميع هو لانتاج تطبيقات أصغر وأسرع وأقل استهلاكا لموارد الحاسوب.
هدف مطوري نظام مينيوت إلى إزالة الطبقات الإضافية بين أجزاء مختلفة من نظام التشغيل، والتي عادة ما يعتقد انها سبب الأخطاءالبرمجية .